# Cao Kun
Cao Kun (tradicionális kínai:曹錕; egyszerűsített kínai írás:曹锟; pinjin:Cáo Kūn, 1862. december 12. – 1938. május 15.) a Cseli-klikk (Zhili-klikk) hadura és katonatiszt volt, valamint a Pekingi Katolikus Egyetem egyik vezetője.

## Előélete
1862. december 12-én született Tiencsinben (Tianjinben) egy szegény család gyermekeként. Rablóvezérként tevékenykedett, majd belépett a császári hadseregbe, és katonai iskolába küldték. Részt vett az első kínai–japán háborúban. A háború után csatlakozott Jüan Si-kajhoz (Yuan Shikaihoz) az Új Hadsereg kiképzésében. Jüan (Yuan) kedvelte őt, ezért gyorsan lépett előre a katonai ranglétrán, és 1902-ben tábornokká léptették elő.
A létrehozott Új Hadsereg egyik tábornoka lett, és Feng Kuo-csang (Feng Guozhang) halála után átvette a Cseli-klikk (Zhili-klikk) vezetését. Az 1918-as választások alkalmával Tuan Csi-zsuj (Duan Qirui) neki ígérte az alelnöki pozíciót, azonban az betöltetlen maradt, miután a Nemzetgyűlés többsége szétszéledt, megfosztva ezzel a szervezetet határozatképességétől. Cao úgy érezte, hogy Tuan (Duan) becsapta, ezért miután 1919. május 4-én kezdetét vette a  később május negyedike mozgalom néven elhíresült mozgalom, Cao megsemmisítette az Anhuj-klikk (Anhui-klikk) hadseregét, és Tuan (Duan) menekülni volt kénytelen.
Ő volt az, aki katonai hatalmával kikényszerítette Hszü Si-csang (Xu Shichang) Csing-lojalista és Li Jüan-hung (Li Yuanhong) lemondását az elnöki pozícióról. Ezek után ő maga lett a Kínai Köztársaság elnöke 1923. október 10. és 1924. október 30. között.

## „Vesztegető Elnök”
Cao hírhedt módon került az elnöki székbe: nyíltan megvesztegette a Nemzetgyűlés tagjait, fejenként 5000 ezüst dollárt adva nekik. Ez az esemény jelentősen csorbította a pekingi kormányzat és nemzetgyűlés tekintélyét. Utóbbinak még arra sem volt elég tagja, hogy az alkotmány alapján választásokat írjon ki. Minden rivális frakció ellene fordult, a Cseli-klikket (Zhili-klikket) pedig állandó belviszályok sújtották. Kapcsolata fő protezsáltjával, Vu Pej-fuval (Wu Peifuval) megromlott, és pletykák kaptak szárnya a hadúri klikk széthullásával kapcsolatban. Ez azonban nem következett be, főleg a Fengtian-klikk elleni második háborúnak köszönhetően.
Első elnöki intézkedése az 1923-as alkotmány életbe léptetése volt. A korábbi alkotmány újra törvényi szintre emelése volt ez, habár paragrafusait teljesen figyelmen kívül hagyták elnöklésének ideje alatt. 1924. október 23-án, a Csang Co-lin (Zhang Zuolin) elleni háború idején saját tábornoka, Feng Jü-hsziang (Feng Yuxiang) árulta el. Csapataival a pekingi puccs során palotaforradalmat hajtott végre, és előbb börtönbe záratta Caót, majd lemondásra kényszerítette őt. Testvére, Cao Rui, öngyilkosságot követett el, miközben házi őrizet alatt volt. Két évvel később, 1925-ben szabadon engedték, egy Vu Pej-funak (Wu Peifunak) szóló jóindulatú gesztusként. Ezután Cao hazatért Tiencsinbe (Tianjinbe), és itt élt a politikától visszavonulva, egészen 1938. májust 15-én bekövetkező haláláig.

## Fordítás
- Ez a szócikk részben vagy egészben  a   Cao Kun című angol Wikipédia-szócikk ezen változatának fordításán alapul.  Az eredeti cikk szerkesztőit annak laptörténete sorolja fel. Ez a jelzés csupán a megfogalmazás eredetét és a szerzői jogokat jelzi, nem szolgál a cikkben szereplő információk forrásmegjelöléseként.